# Księstwo Kapui

Mapa Italii w roku 1000

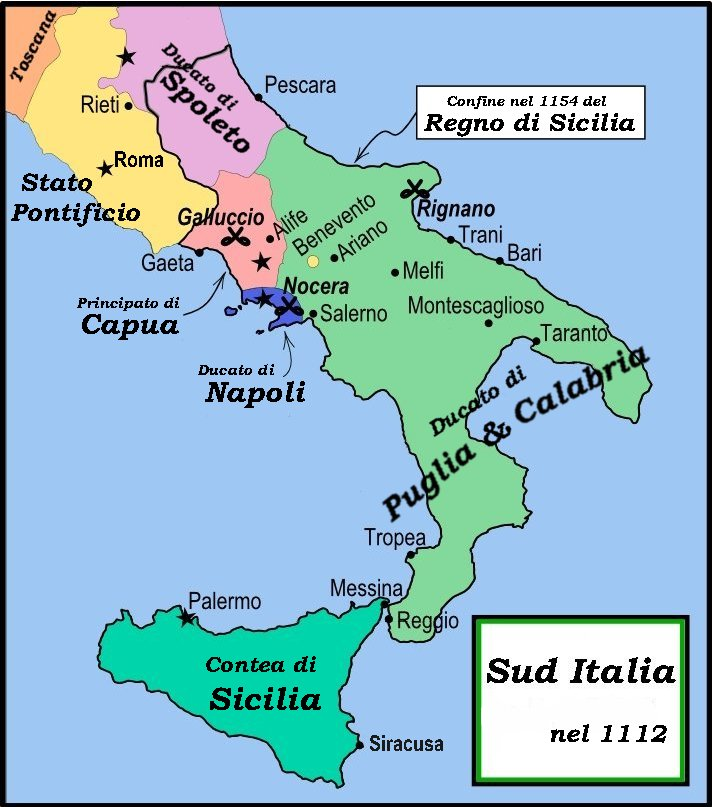
Mapa południowej Italii w 1112

Księstwo Kapui – longobardzkie, a następnie normańskie państwo istniejące w średniowieczu w Italii, ze stolicą w mieście Kapua.

## Historia
Miasto Kapua było już w starożytności prężnym ośrodkiem rzymskim. W średniowieczu znalazło się pod zwierzchnictwem longobardzkiego księstwa Benewentu. W latach 40. IX w. powstało tutaj hrabstwo, które zdołało oprzeć się dominacji powstałego w tym samym okresie księstwa Salerno. Pierwszym hrabią Kapui był Landulf I. Jego syn Landone I przeniósł miasto Kapuę w nowe miejsce. 
Hrabia Kapui Atenulf w 900 został także księciem Benewentu. Po jego śmierci w 910 księstwa zostały rozdzielone pomiędzy jego synów, ale przez większość X w. stanowiły w zasadzie jeden organizm polityczny. Do ich rozdziału doszło w 981 po śmierci księcia Pandulfa I Żelaznej Głowy (który dzięki udzieleniu schronienia papieżowi Janowi XIII doprowadził do powołania w Kapui arcybiskupstwa). Na przełomie X i XI w., po interwencji cesarza rzymskiego Ottona III władzę w Kapui objęła nowa dynastia, także wywodząca się z Benewentu. W XI w. książę Pandulf IV w sporze pomiędzy cesarzem Henrykiem II a cesarzem bizantyńskim opowiedział się po stronie tego ostatniego, dzięki czemu umocnił księstwo (m.in. narzucił swoje zwierzchnictwo Neapolowi i opactwu Monte Cassino). Władzę Pandulfa potwierdził ostatecznie cesarz rzymski Henryk III w 1047.
Jednak już krótko później księstwo Kapui padło ofiarą ekspansji normańskiej w południowej Italii. Jeden z przywódców normańskich Ryszard I Drengot w 1059 otrzymał od papieża nadanie księstwa Kapui i zdobył je w 1062. Jego następcy uznali zwierzchność księcia Roberta Guiscarda. W 1090 w Kapui wybuchło powstanie przeciwko książętom normańskim, którzy odzyskali ją ostatecznie dopiero w 1098. W XII w. księstwo Kapui znalazło się pod bezpośrednią władzą normańskich królów Sycylii.